# Lilje Lopes Patey
Lilje Lopes Patey (* 15. Februar 2007) ist eine norwegische Leichtathletin, die sich auf den Sprint spezialisiert hat.

## Sportliche Laufbahn
Erste Erfahrungen bei internationalen Meisterschaften sammelte Lilje Lopes Patey im Jahr 2024, als sie bei den U18-Europameisterschaften in Banská Bystrica mit 54,67 s im Halbfinale im 400-Meter-Lauf ausschied und mit der norwegischen Medley Staffel (1000 Meter) in 2:08,14 min den siebten Platz belegte. Im Jahr darauf schied sie bei den U20-Europameisterschaften in Tampere mit 54,25 s im Semifinale über 400 Meter aus und belegte mit der 4-mal-400-Meter-Staffel in 3:36,38 min den sechsten Platz.
2025 wurde Lopes Patey norwegische Hallenmeisterin in der 4-mal-200-Meter-Staffel.

## Persönliche Bestleistungen
- 300 Meter: 38,69 s, 13. Juli 2024 in Oslo (norwegischer U18-Rekord)
- 400 Meter: 53,67 s, 28. Juni 2025 in Mannheim
  - 400 Meter (Halle): 54,80 s, 31. Januar 2025 in Ulsteinvik